# Michel Maki Mvondo
Bertrand Michel Maki Mvondo, né le 4 août 1987 à Yaoundé au Cameroun, est un footballeur camerounais qui évolue au poste d’attaquant. 

## Biographie
Après avoir commencé sa carrière en Italie dans des clubs de D5 italienne, il porte les couleurs du FK Ventspils avec qui il remporte la Coupe de Lettonie en 2011, termine finaliste de la Ligue balte la même année et deuxième du championnat 2010.
Michel Maki Mvondo compte deux matchs joués en Ligue Europa avec le FK Ventspils, et deux buts inscrits face aux biélorusses du Shakhtyor Soligorsk.

## Parcours en club
- 2006 - 2007 : ASD Cassacco - Italie
- 2007 - 2008 : Palmanova - Italie
- 2008 - 2009 : Pordenone SSD -  Italie
- 2009 - 2010 : ASD Porfido Albiano -  Italie
- 2010 - 2011 : FK Ventspils -  Lettonie
- 2011 : Mosta Football Club -  Malte
- 2012 : Unione Sportiva Latina -  Italie

## Palmarès
- Vainqueur de la Coupe de Lettonie 2011
- Finaliste de la Ligue balte 2011